# Wolf (boekenreeks)
Wolf is een detectiveserie voor de jeugd vanaf 10 jaar. De serie gaat over een herdershond genaamd Wolf, welke door de broers Arne en Paul Westra gevonden is, toen hij vastgebonden zat aan een jonge boom in het bos. Het drietal lost in ieder boek een misdaad op, waarbij vooral Wolf een grote rol speelt.

## De schrijver
De schrijver van 'Wolf' is Jan Postma (Hardegarijp, 1 juli 1932 - 23 juli 2015), oud-politieman, Nederlands auteur van politieromans. Hij werkte bij de Kinder- en Zedenpolitie in Hilversum.
Als auteur debuteerde hij in 1977 met een politieroman voor de jeugd, het eerste deel van de reeks: De vliegende brigade. In zijn politieromans voor volwassenen is een van zijn bekendste hoofdpersonen commissaris Van Beek. Zijn boeken spelen zich meestal af in Het Gooi met als zenuwcentrum het politiebureau van Hilversum.

## Illustrator
De illustrator van de serie was Dick van de Pol (Arnhem, 1934). In het begin van de zestiger jaren tekende hij o.a. stripversies van Old Shatterhand-verhalen van Karl May. Daarvan verschenen ongeveer 1200 'stripstroken' in verschillende bladen tussen 1963 en 1968.

## De serie
1. Wolf, de speurhond (1980)
2. Wolf ruikt onraad (1981)
3. Wolf en de paardendieven (1982)
4. Wolf waakt in de nacht (1983)
5. Wolf naar Ameland (1985)
6. Wolf en de bende van Sjakie Plof (1987) uitgeverij teleboek
7. Wolf, redder in de nood (1988)
8. Wolf en het mysterie van de verdwenen tweeling (1988) uitgeverij kluitman
9. Wolf gaat mee kamperen (1990)
10. Wolf weer in actie (1989)
11. Wolf vliegt erop af (1990)
12. Wolf haalt hulp (1991)
13. Wolf zet ze klem (1991)
14. Wolf sporen in de sneeuw (1992)
15. Wolf en de gestolen kleren (1992)
16. Wolf en de kotterbende (1993)
17. Wolf smokkelaars op het strand (1995)
18. Wolf. de bende van de Vos (1998)
19. Wolf en de diamantdieven (2000)
20. Wolf en de scooterbende (2002)
21. Wolf is niet te stoppen (2003)
22. Wolf en de kidnappers (2004)
23. Wolf en de drugsmaffia (2006)
24. Wolf Jacht op de ramkrakers (2008)